# Unión Nacional de los Estudiantes (Brasil)

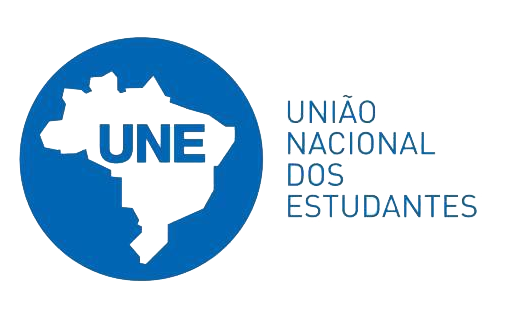
Logotipo de la Unión Nacional de los Estudiantes.

La Unión Nacional de Estudiantes (en portugués: União Nacional dos Estudantes, UNE) es la principal y más antigua unión estudiantil de Brasil, así como el movimiento social más antiguo que aún se encuentra en actividad en este país. Representa a cerca de 5 millones de estudiantes de enseñanza superior, estando su sede radicada en São Paulo. Su objetivo principal es la lucha por una educación pública, gratuita y de calidad. Aunque no está vinculada oficialmente a ningún partido político, se define como una organización progresista y desde la década de 1980 ha estado dirigida, con algunos intervalos, por cuadros procedentes del Partido Comunista de Brasil (PCdoB).

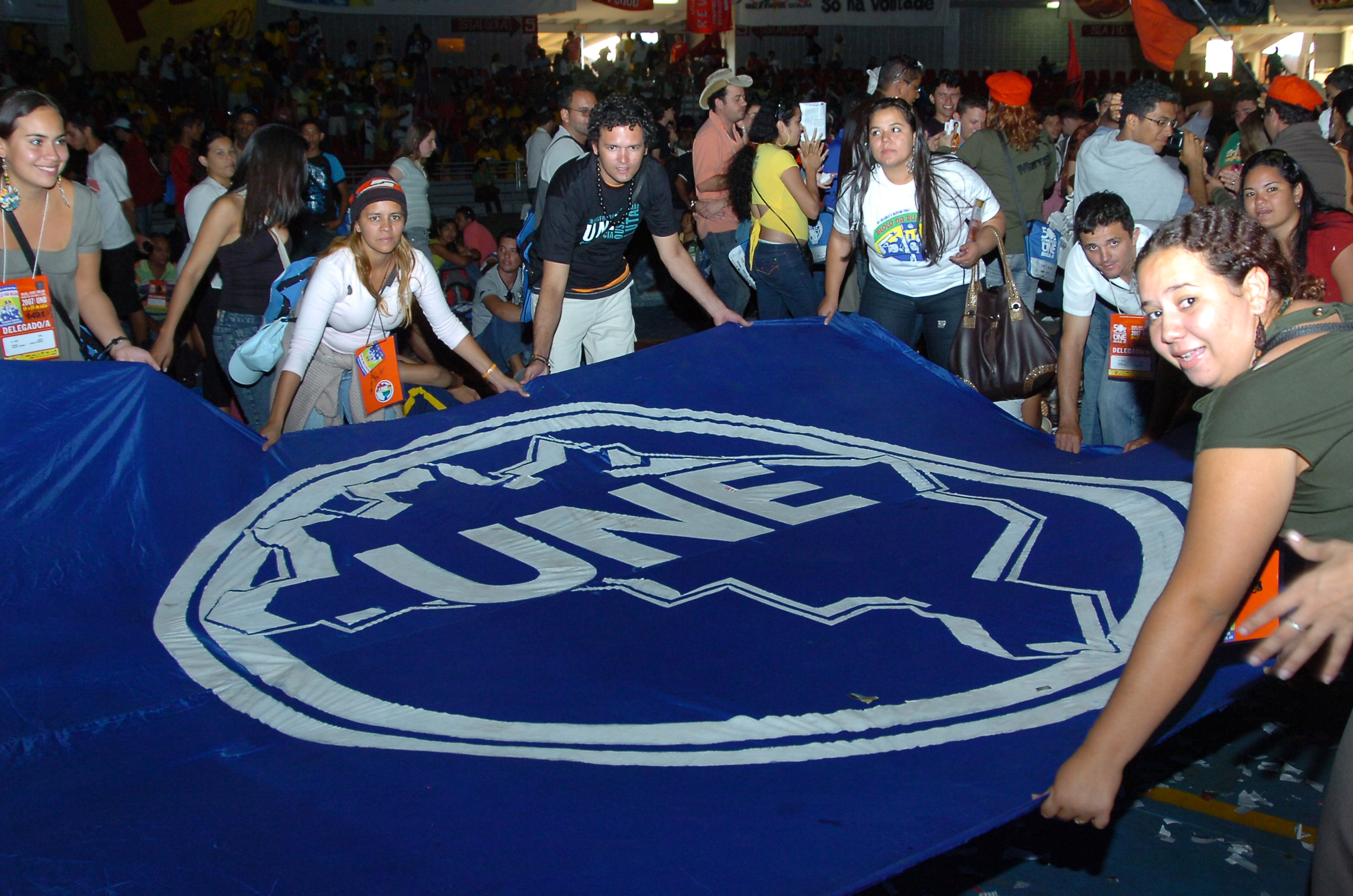
Estudiantes con una bandera de la UNE en el 50.º congreso de la organización, en Brasilia.

## Historia
La UNE fue fundada el 11 de agosto de 1937 en el I Congreso Nacional de los Estudiantes organizado en la Casa del Estudiante de Río de Janeiro, comenzando desde este momento a protagonizar algunas de las principales movilizaciones sociales de Brasil. Fue una de las organizaciones convocantes de las movilizaciones en favor de que Brasil declarara la guerra al Eje durante la Segunda Guerra Mundial y, entre 1952 y 1953, lanzó la campaña "El petróleo es nuestro", lo que llevó a la instauración del monopolio estatal del petróleo. En 1961, se sumó a la "cadena de la legalidad" convocada por Leonel de Moura Brizola y que venció el primer intento de golpe de Estado contra João Goulart. Durante la dictadura instaurada en 1964, desempeñó una intensa lucha por la democracia y sufrió una fuerte represión por parte del régimen militar. Durante esta época realizó seminarios sobre la reforma universitaria y convocó la llamada "Huelga de un tercio", que reivindicaba un tercio de representantes estudiantiles en los Consejos Universitarios. 

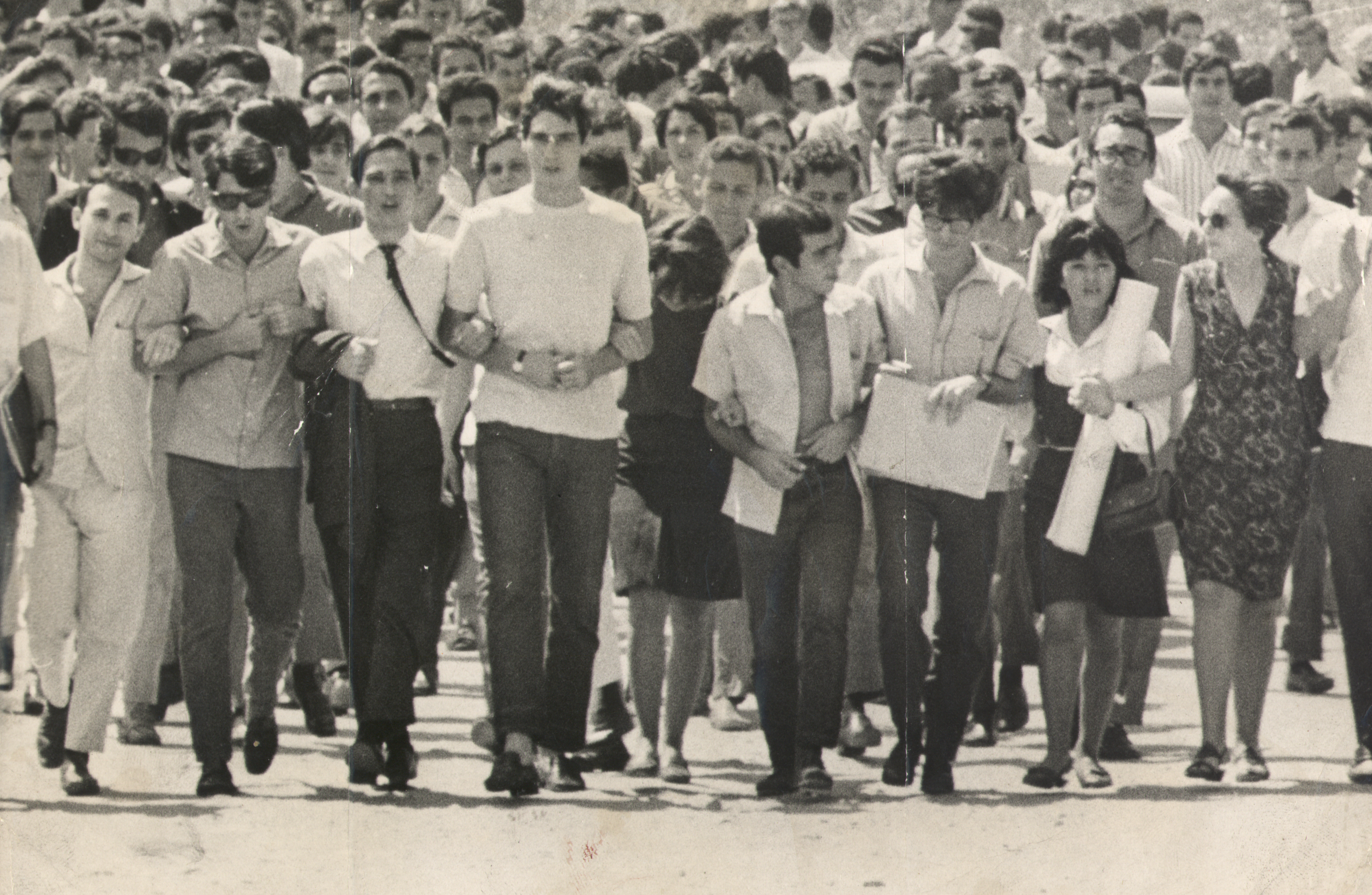
Manifestación estudiantil contra la Dictadura Militar, 1968.

En 1968, fue asesinado el estudiante secundario Edson Luís en Río de Janeiro, tras lo cual la UNE convocó una manifestación que sería conocida como la "Marcha de los cien mil", hasta ese momento la mayor realizada en Brasil y que supuso un fuerte desafío contra la dictadura. En octubre de ese mismo año más de setecientos delegados reunidos en el XXX Congreso de la UNE fueron detenidos, iniciándose un periodo de recrudecimiento de la represión por parte de las autoridades de la dictadura. Gran número de dirigentes estudiantiles fueron detenidos, torturados y asesinados a partir de este momento, como su presidente Honestino Guimarães, su vicepresidenta Helenira Rezende (muerta en la Guerrilla del Araguaia) y Alexandre Vannuchi Leme.

### Desde la refundación hasta la actualidad
Los años comprendidos entre 1976 y 1979 estuvieron marcados por un auge de las movilizaciones estudiantiles en favor de la democratización del país. En septiembre de 1978, la dictadura volvería a encarcelar a 600 estudiantes reunidos de forma clandestina en la Pontificia Universidad Católica de São Paulo. Pese a ello, al año siguiente se realizó en Salvador el XXXI Congreso con más de 7000 delegados asistentes, marcando la resurrección de la organización. Entre 1984 y 1985, la UNE participó activamente en la campaña Directas Ya, y en 1985 recuperaría formalmente su condición legal. En 1989, formaría parte del Frente Brasil Popular, que lanzó la candidatura de Luiz Inácio Lula da Silva. En la década de 1990, junto con la Unión Brasileña de Estudiantes Secundarios (UBES), presionará para conseguir una serie de ventajas estudiantiles como las leyes de media entrada para cines y teatros. En 1992, se lanzó la campaña "Fuera Collor", que implicaría las mayores movilizaciones de la historia de la UNE en las cuales los manifestantes llevaban las caras pintadas de verde y amarillo (valiéndole a esa generación el apodo de "caras pintadas"), siendo esta unas de las causas que culminaron con el juicio político que destituyó a Fernando Collor de Mello. Durante esta década también se sellará el acercamiento de la organización a otros movimientos sociales brasileños, organizándose acciones conjuntas con la Central Única de Trabajadores (CUT), el Movimiento de los Trabajadores Rurales Sin Tierra (MST) y la Coordinación Nacional de Moradores (CONAM), así como participando activamente en las diversas ediciones del Foro Social Mundial.
Durante el gobierno de Lula da Silva ha llevado a cabo una política de "diálogo y presión" frente al gobierno, manifestando críticas al ejecutivo en materia de política económica y denunciando los casos de corrupción, si bien ha defendido en líneas generales el gobierno de Lula.

## La UNE y la cultura
La UNE ha tenido un importante papel en el desarrollo cultural brasileño, surgiendo de esta organización el Centro Popular de Cultura (CPC), en el cual se formarían importantes figuras de la cultura como Oduvaldo Vianna Filho, Augusto Boal y Gianfrancesco Guarneri, en el teatro; el cineasta Carlos Diegues o el poeta Ferreira Gullar. En 1999, organizó la I Bienal de Arte y Cultura y los Centros Universitarios de Cultura y Arte.

## Presidentes
- 1938–1939: Valdir Ramos Borges
- 1939–1940: Trajano Pupo Netto
- 1940–1941: Luís Pinheiro Pais Leme
- 1941–1942: Hélio de Almeida (renunció)
- 1943–1945: Hélio Mota
- 1945–1946: Ernesto da Silveira Bagdocimo
- 1946–1947: José Bonifácio Coutinho Nogueira
- 1947–1948: Roberto Gusmão
- 1948–1949: Genival Barbosa Guimarães
- 1949–1950: Rogê Ferreira (renunció)
- 1950: José Frejat (electo en reunión extraordinária)
- 1950–1952: Olavo Jardim Campos
- 1952–1953: Luis Carlos Goelver
- 1953–1954: João Pessoa de Albuquerque
- 1954–1955: Augusto Cunha Neto
- 1955–1956: Carlos Veloso de Oliveira
- 1956–1957: José Batista de Oliveira Júnior
- 1957–1958: Marcos Heusi
- 1958–1959: Raimundo do Eirado Silva
- 1959–1960: João Manuel Conrado Ribeiro
- 1960–1961: Oliveiros Guanais
- 1961–1962: Aldo Arantes
- 1962–1963: Vinícius Caldeira Brant
- 1963–1964: José Serra (no encerró su mandato)
- 1965–1966: Antônio Xavier / Altino Dantas
- 1966–1968: Jorge Luís Guedes
- 1968–1969: Luís Travassos
- 1969–1971: Jean Marc Von der Weid
- 1971–1973: Honestino Guimarães
- 1973–1979: Sin atividades
- 1979–1980: Rui César Costa Silva
- 1980–1981: Aldo Rebelo
- 1981–1982: Javier Alfaya
- 1982–1983: Clara Araújo
- 1983–1984: Acildon de Mattos Paes
- 1984–1986: Renildo Calheiros
- 1986–1987: Gisela Mendonça
- 1987–1988: Valmir Santos
- 1988–1989: Juliano Coberllini
- 1989–1991: Claudio Langone
- 1991–1992: Patrícia de Angelis
- 1992–1993: Lindberg Farias
- 1993–1995: Fernando Gusmão
- 1995–1997: Orlando Silva de Jesús Júnior
- 1997–1999: Ricardo Garcia Cappelli
- 1999–2001: Wadson Ribeiro
- 2001–2003: Felipe Maia
- 2003–2007: Gustavo Petta
- 2007–2009: Lúcia Stumpf
- 2009–2011: Augusto Chagas
- 2011–2013: Daniel Illiescu
- 2013–2015: Virgínia Barros
- 2015–2017: Carina Vitral
- 2017–2019: Marianna Dias
- 2019–presente: Iago Montalvão

- Datos: Q3889566
- Multimedia: União Nacional dos Estudantes / Q3889566